# Leptogaster latestriata
Leptogaster latestriata är en tvåvingeart som beskrevs av Becker 1906. Leptogaster latestriata ingår i släktet Leptogaster och familjen rovflugor.
Artens utbredningsområde är Tunisien. Inga underarter finns listade i Catalogue of Life.